# Título pro memoria
Un título pro memoria es aquel que hace referencia a un territorio sobre el que no se ejerce dominio pero que es utilizado por un monarca de forma honorífica por motivos históricos y sentimentales. Los títulos pro memoria se utilizan bajo la fórmula non præjudicando inspirados en el principio del ius usus inocui, es decir, se considera que su uso es inofensivo y no conlleva perjuicio alguno hacia otros soberanos, incluido el gobernante del territorio al que hace referencia el título. El carácter inofensivo del título pro memoria lo diferencia del título de pretensión, el cual también hace referencia a un territorio perdido en el pasado pero siempre de una forma reivindicativa.
El rey de España conserva entre sus títulos históricos varios ejemplos de títulos pro memoria, como el de «rey de Jerusalén» o el de «duque de Milán».